# Isobel Yeung

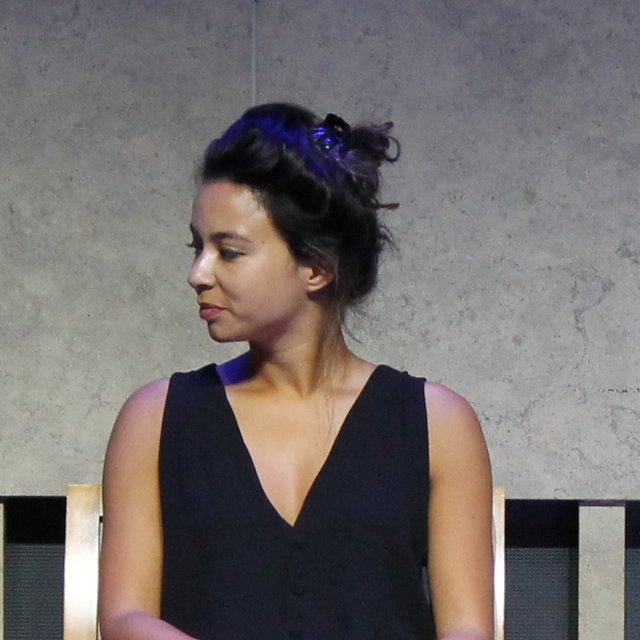
Isobel em 2007.

Isobel Yeung (nascida em 2 de novembro de 1986) é uma correspondente britânica de documentários de longa duração. Ela cobriu uma variedade de histórias sobre grandes questões globais, como conflitos mundiais em andamento, terrorismo, detenção em massa e genocídio. Ela também relatou questões sociais em países em desenvolvimento, como papéis de gênero, direitos das mulheres (por exemplo, no Afeganistão) e saúde mental. Seu trabalho lhe rendeu dois prêmios Emmy e um prêmio Gracie.

## Reportagem investigativa

### Reportagem no Afeganistão
Em 2022, Yeung informou sobre o estado da lei e da justiça no Afeganistão após a tomada do Talibã em 2021. Yeung também cobriu a situação dos direitos das mulheres sob o governo do Talibã e a atual crise humanitária no país decorrente da escassez de alimentos e suprimentos médicos, bem como uma economia em colapso.

### Reportagem na China
Em 2019, Yeung foi disfarçada até Xinjiang, na China, para investigar os campos de internação para uigures e outras minorias étnicas na região de maioria muçulmana, relatando sua detenção em massa, separação familiar e vigilância nas mãos das autoridades chinesas. Inúmeras vezes durante sua reportagem, Yeung foi seguida, abordada e teve suas filmagens apagadas pela polícia chinesa e pelas forças de segurança.

### Reportagem na Ucrânia

#### Anexação da Crimeia
No início de 2017, Yeung viajou para Sebastopol na Península da Crimeia, anexada à força em 2014 pela Federação Russa, para relatar como a anexação mudou a vida na península. Yeung jantou a convite do oligarca russo e ex-oficial da KGB Alexander Lebedev em Sebastopol, onde explicou sua visão para a restauração do outrora famoso destino turístico da URSS.

#### 2022 Invasão Russa da Ucrânia
Durante a invasão russa da Ucrânia em 2022, Yeung viajou para a cidade de Mykolayiv, no sul da Ucrânia, entre as cidades costeiras estratégicas de Kherson e Odesa durante a Batalha de Mykolayiv. Enquanto visitava a cidade danificada com o prefeito Oleksandr Syenkevych, Yeung se encontrou com a família de soldados e civis mortos em bombardeios russos da cidade e filmou restos de munições de fragmentação aparentes.

### Reportagem no Iêmen
Em 2018, Yeung viajou para Aden, no Iêmen, para relatar a situação das mulheres do país durante a Guerra Civil do Iêmen. Em sua reportagem da Vice News, "As mulheres que lutam para proteger o Iêmen", ela entrevistou mulheres combatentes, noivas-crianças, vítimas de abuso doméstico, viúvas do conflito, manifestantes do sexo feminino e mascou khat com funcionários do governo do Ministério do Interior do Iêmen, onde suas opiniões sobre o os problemas do país relacionados à discriminação de gênero, violência de gênero e deslocamento financeiro de mulheres iemenitas foram cobertos. Ela também entrevistou ex-crianças-soldados do movimento Houthi.